# Rojo relativo
Rosso relativo (Versión italiana) / Rojo relativo (Versión española) fue el nombre del álbum debut del cantante italiano Tiziano Ferro. El primer sencillo de este álbum fue Xdono. Con una gran aceptación y altas ventas, tantas que el propio Tiziano estaba sorprendido, fue convencido de cantar en español. Lanzando el primer sencillo Perdona, logró llegar a disco de oro en ventas, pero no fue hasta el sencillo Alucinado que el disco llegó a platino en México. 

## Lista de canciones
| Rosso relativo |                                                     |          |  |
| N.º            | Título                                              | Duración |  |
| 1.             | «Le cose che non dici»                              | 3:56     |  |
| 2.             | «Rosso relativo»                                    | 4:00     |  |
| 3.             | «Xdono (Perdono)»                                   | 3:59     |  |
| 4.             | «Imbranato»                                         | 5:01     |  |
| 5.             | «Di più»                                            | 3:55     |  |
| 6.             | «Mai nata»                                          | 3:49     |  |
| 7.             | «Primavera non è più»                               | 3:03     |  |
| 8.             | «Il confine»                                        | 4:10     |  |
| 9.             | «Boom boom»                                         | 4:17     |  |
| 10.            | «L'olimpiade»                                       | 3:40     |  |
| 11.            | «Soul-dier»                                         | 4:32     |  |
| 12.            | «Il bimbo dentro»                                   | 4:35     |  |
| 13.            | «Xdono (Perdono - Bonus track - Versión en inglés)» | 4:02     |  |
| 52:55          |                                                     |          |  |

| Rojo relativo |                                                       |          |  |
| N.º           | Título                                                | Duración |  |
| 1.            | «Las cosas que no dices»                              | 4:00     |  |
| 2.            | «Rojo relativo»                                       | 4:05     |  |
| 3.            | «Perdona»                                             | 4:02     |  |
| 4.            | «Alucinado»                                           | 5:03     |  |
| 5.            | «Y más»                                               | 4:00     |  |
| 6.            | «Si no hubiera nacido»                                | 3:55     |  |
| 7.            | «Primavera nunca fue»                                 | 3:07     |  |
| 8.            | «El confin»                                           | 4:15     |  |
| 9.            | «Boom boom»                                           | 4:22     |  |
| 10.           | «La olimpiada»                                        | 3:45     |  |
| 11.           | «Soul-dier»                                           | 4:38     |  |
| 12.           | «Il bimbo dentro»                                     | 4:40     |  |
| 13.           | «Xdono (Perdono - Bonus track - Versión en italiano)» | 4:01     |  |
| 14.           | «Imbranato (Bonus track - Versión en italiano)»       | 5:03     |  |
| 15.           | «Rosso relativo (Bonus track - Versión en italiano)»  | 4:05     |  |
| 1:02:10       |                                                       |          |  |

| Bonus tracks (Versión Americana) |                                                  |          |  |
| N.º                              | Título                                           | Duración |  |
| 13.                              | «Imbranato (Bonus track - Versión en italiano)»  | 5:03     |  |
| 14.                              | «Alucinado (Bonus track - Obadam's Radio edit)»  | 3:49     |  |
| 15.                              | «Alucinado (Bonus track - D-Menace Salsa remix)» | 4:29     |  |
| 1:02:30                          |                                                  |          |  |

## Curiosidades
- En la canción Rojo relativo, se cuenta la historia de una chica ("Paola"). Mucho se especuló acerca de quien era en realidad ella; después se confirmó que era su prima, quien lo veía como su confidente
- La canción "Si no hubiese nacido" hace referencia a la bulimia, enfermedad que el cantante padeció durante su adolescencia
- Tiziano cantó Soul-dier para el Papa Juan Pablo II, con un coro Góspel
- Este disco fue dedicado a las víctimas de los atentados del 9/11
- El cantante mexicano Yahir lanzó la canción Alucinado (en versión español), como su primer sencillo. Esto acrecentó el nivel de popularidad de Tiziano en México, aunado con la promoción del sencillo Perdona, lo cual, consolidó cuando lanzó su segundo disco 111 Ciento Once.